# Antonio González Ruiz

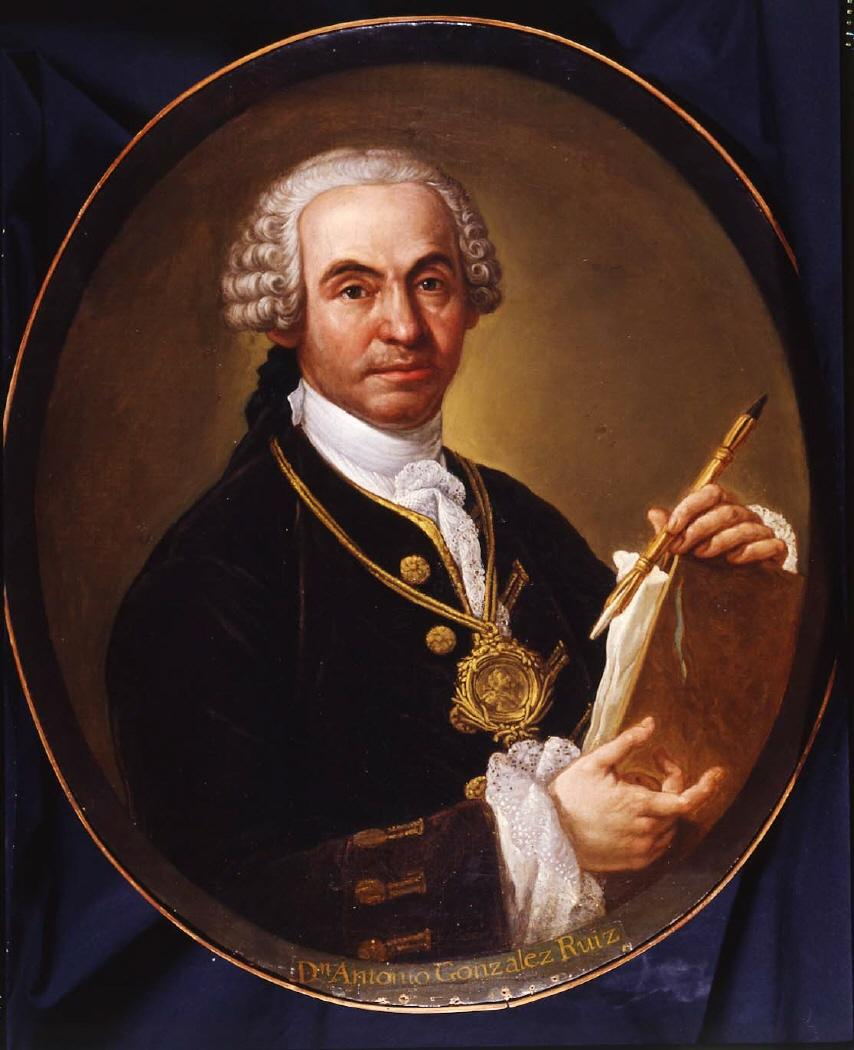
Autorretrato (c. 1766), óleo sobre lienzo, 75 x 65 cm, Madrid, Real Academia de Bellas Artes de San Fernando.

Antonio González Ruiz (Corella, Navarra, 21 de julio de 1711-Madrid, 1 de abril de 1788) fue un pintor español, de estilo inicial barroco tardío (clasificable como rococó) y que incorporó el neoclásico imperante a partir de la segunda mitad del siglo XVIII. Pintor de cámara de Fernando VI y Carlos III.

## Biografía
Hijo de un modesto pintor navarro, a los quince años se traslada a la corte, donde entra en el taller de Miguel Ángel Houasse durante los últimos años de vida de ese maestro. Completa su formación viajando entre 1732 y 1737 por Francia e Italia. 
A su vuelta a Madrid, entra en el círculo artístico del escultor Juan Domingo Olivieri y en 1739 alcanza el título de Pintor del Rey. En 1744 es elegido como uno de los seis profesores de pintura que formarán la Real Academia de Bellas Artes de San Fernando de Madrid, que se fundará oficialmente en 1752, dirigiendo la sección de pintura junto con Van Loo. 
En 1756 fue nombrado pintor de cámara. En 1768 llegará a ser director de toda la Academia, y el mismo año es nombrado académico de la Real Academia de Bellas Artes de San Carlos de Valencia.

## Obras seleccionadas

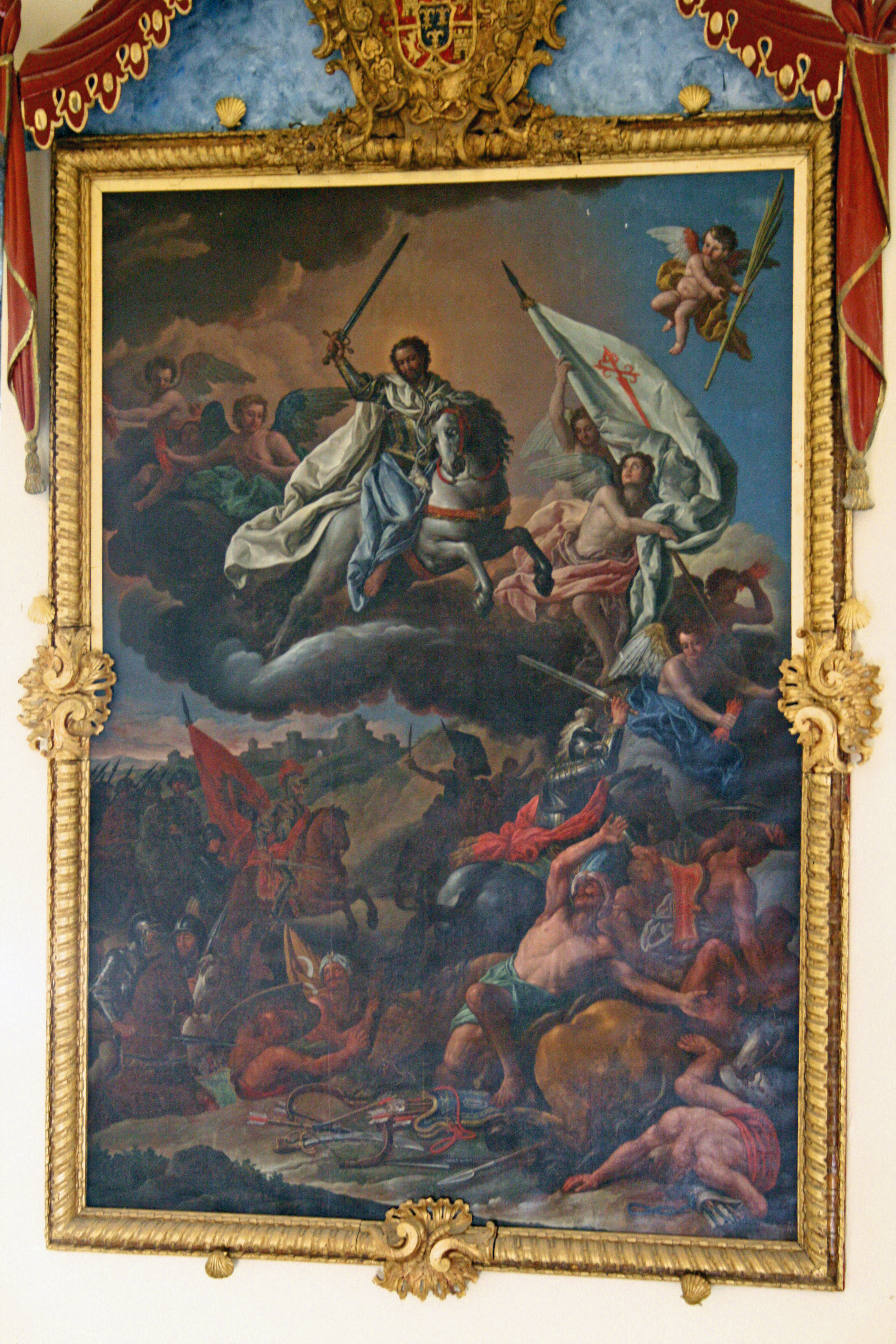
La Aparición del Apóstol Santiago en la Batalla de Clavijo, escalera principal del Monasterio de Uclés.
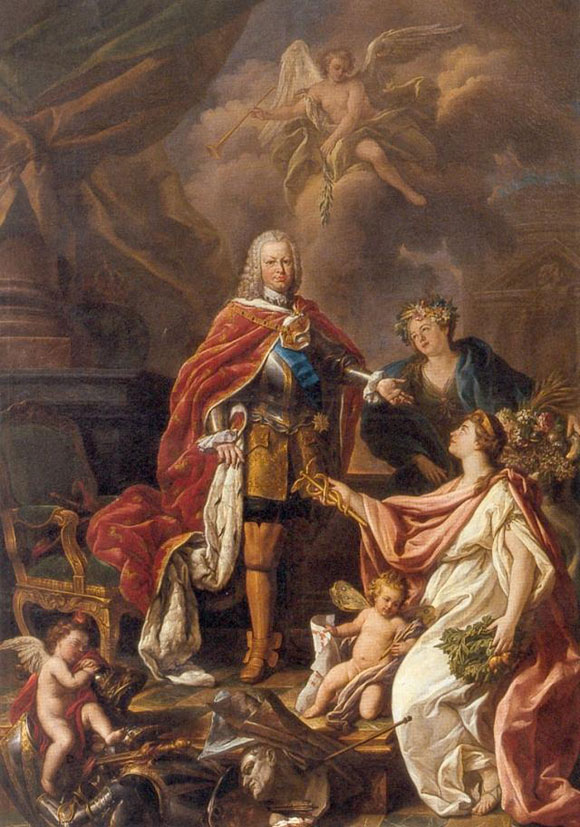
Fernando VI como protector de las artes y las ciencias (1754), Real Academia de Bellas Artes de San Fernando.
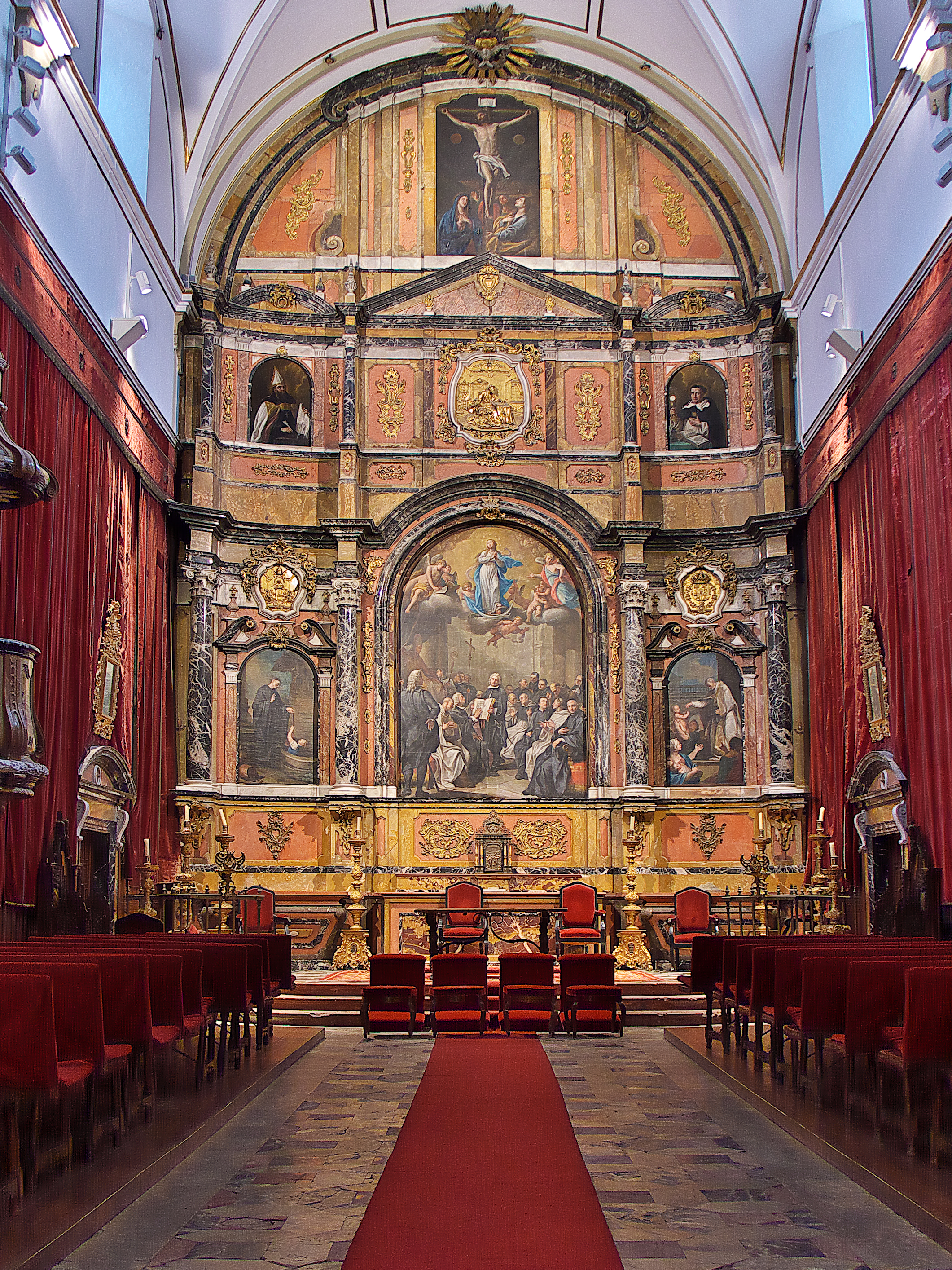
Calvario que corona el retablo de San Jerónimo de la capilla de las Escuelas Mayores, Salamanca.
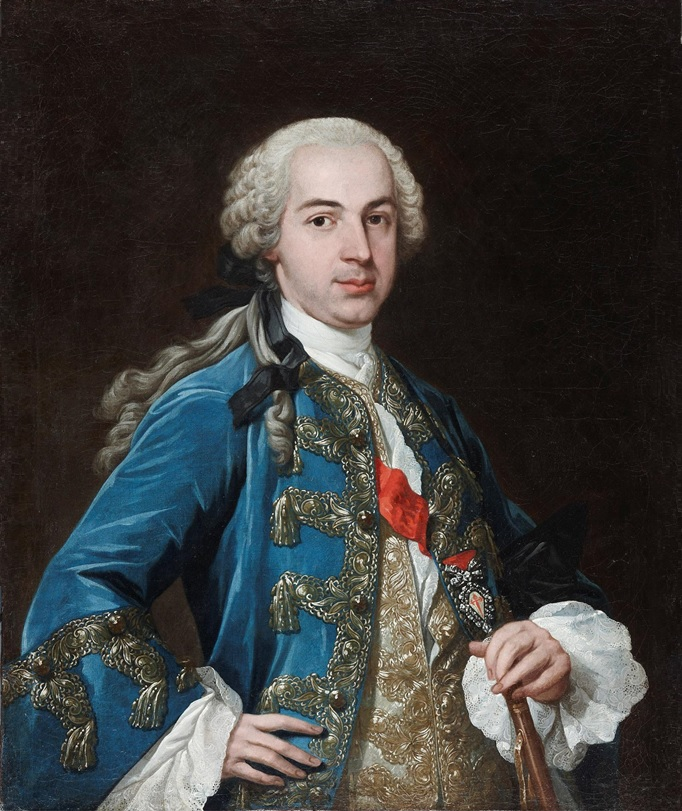
Retrato de un caballero de la orden de Santiago.
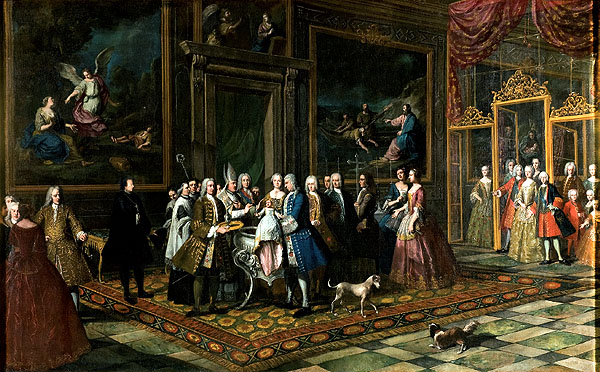
Bautizo de la infanta Isabel en el Palacio del Buen Retiro, c. 1742, Colección Carlo d’Amelio (Italia).